# GSC2150-2922
GSC2150-2922 — хімічно пекулярна зоря спектрального класу A2, що має видиму зоряну величину в смузі V приблизно 10,7.